# Zdrápc
Zdrápc (Zdraholc, románul: Zdrapți) falu Romániában, Hunyad megyében.

## Fekvése
Az Erdélyi-érchegységben, Brádtól tíz kilométerre északkeletre fekszik.

## Népessége
- 1910-ben 1002 lakosából 963 volt román és 34 cigány anyanyelvű; 984 ortodox és 13 görögkatolikus vallású.
- 2002-ben 971 lakosából 970 volt román nemzetiségű; 927 ortodox és 40 egyéb vallású.

## Története
Zaránd vármegyei román pásztor- és földműves falu volt. Először 1441-ben, Zeropa alakban említették mint Világosvár tartozékát. 1791 után a Toldalagi és a Zeyk család bányatársulatot szervezett a közelében található Szent János apostol aranybánya művelésére. Az aranybányában 1867-ben 140 fő dolgozott. A bányát 1889-ben a rudai 12 Apostol bányát is művelő német Harkort cég vásárolta meg.
Csutak Kálmán csapatai 1849. március 13-án felégették és 56 lakosát megölték. Április 3-án Csutak a közelében verte meg Ioan Buteanut. 1876 után Hunyad vármegyéhez tartozott.

## Látnivalók
- Ortodox fatemploma 1852-ben épült. 1984–85-ben átalakították.